# John Reid (Schots componist)

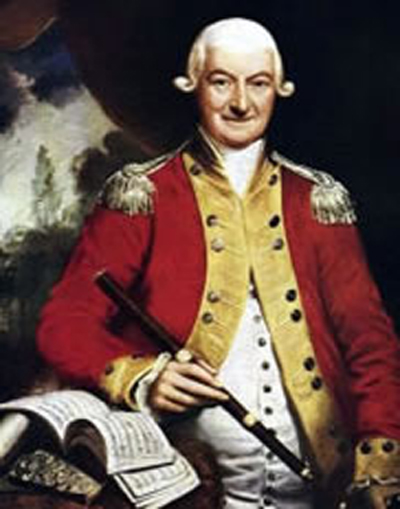
John Reid als Generaal van het Britse militair

John Reid (ook bekend als: John Robertson) (Straloch, graafschap Perthshire (Schotland), 13 februari 1721 – Londen, 6 februari 1807) was een Schots componist, fluitist en militair in het Britse leger. Hij stichtte de leerstoel voor muziek aan de Universiteit van Edinburgh.

## Levensloop
Reid was de zoon van Alexander Robertson, die actief was in het neerslaan van de Jacobitische opstanden in 1745. John Reid werd opgeleid aan de Universiteit van Edinburgh. Nadat het regiment van de "Highlanders" onder leiding van Lord Loudoun na de Slag bij Fontenoy versterkt was, werd ook hij op 8 juni 1745 als luitenant lid van dit regiment. Bij het leger werd hij John Robertson of Reid of Straloch genoemd. Van toen af gebruikte hij de achternaam Reid.
Naast zijn militaire carrière was John Reid een getalenteerd fluitist en componist. Hij schreef introducties, pastorales, menuetten, sonates en marsen voor zijn instrument en basso continuo. Voor militaire kapellen werden zij door Sir Henry Bishop georkestreerd. Twaalf van zijn marsen werden in de vroege 19e eeuw door P. Winter voor militaire orkesten geïnstrumenteerd.

## Composities

### Werken voor harmonieorkest
- March for the 3rd Regiment of Foot, Lord Amherst's
- March for the 76th Regiment Lord MacDonald's Highlanders
- Suite, voor blazers
  1. Andante
  2. Allegro
  3. Moderato
  4. Giga
- The Garb of Old Gaul - tekst: Sir Harry Erskine